# Julián Flores
Julián Flores – meksykański zapaśnik walczący w obu stylach. Zajął jedenaste miejsce na mistrzostwach świata w 1994. Czwarty i piąty na igrzyskach panamerykańskich w 1991. Czwarty na mistrzostwach panamerykańskich w latach 1990-1992. Dwukrotnie drugi igrzyskach Ameryki Środkowej i Karaibów w 1990 i na mistrzostwach Ameryki Centralnej w 1990 roku.